# William H. Rupertus
William Henry Rupertus (14 de novembro de 1889 – 25 de março de 1945) foi um Major General do Corpo de Fuzileiros Navais dos Estados Unidos e autor de Rifleman's Creed, que é o livro principal usado na doutrinação dos fuzileiros navais americanos.

## Carreira militar
Rupertus começou sua carreira nas Forças Armadas assim que saiu da escola, querendo de iniciu servir num barco Cúter na antiga versão da Guarda Costeira. Contudo, ele acabou com um excelente desempenho nos testes que acabaram por leva-lo aos Corpo de Fuzileiros. Ele aceitou sua comissão em novembro de 1913, e depois foi para a Escola de Oficiais do Corpo de Fuzileiros, se formando como primeiro na turma em 1915. Rupertus serviu na infantaria dos fuzileiros.

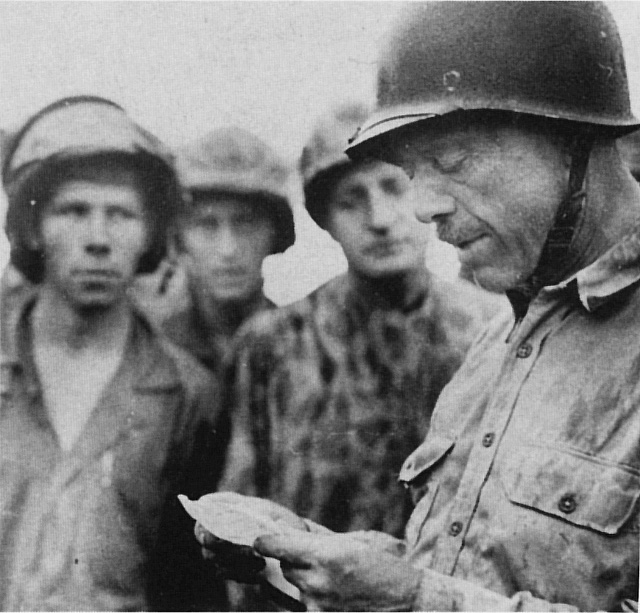
MajGen William Rupertus lê uma mensagem o parabenizando pela captura do Campo Aéreo No. 2 em Cabo Gloucester, Nova Bretanha.

Rupertus servia abordo do USS Florida (BB-30) quando os Estados Unidos entraram na Primeira Grande Guerra. Ele então voltou aos EUA para comandar um destacamento de Fuzileiros em Port-au-Prince. Rupertus serviu no Haiti até depois da guerra, quando ele foi enviado para treinar novos recrutas e depois foi feito Inspetor de Tiro no Quartel-general dos Fuzileiros.
Em julho de 1937, Rupertus foi feito comandante de um batalhão no 4º Regimento de Marines quando os japoneses atacaram Shanghai na Segunda Guerra Sino-Japonesa.
Durante a Segunda Grande Guerra, ele serviu como Assistente do Comandante da 1ª Divisão de Fuzileiros sob comando do Major General Alexander Vandegrift. Foi nesse periodo que Rupertus disse ter criado o The Rifleman's Creed, com o objetivo de encorajar seus Marines a dominar e respeitar sua arma.
Rupertus comandou a Organização da Força Tarefa de desembarque que capturou a ilha de Tulagi, Gavutu e Tanambogo durante a campanha de Guadalcanal. Depois que Vandegrift deixou a Divisão em 1943, Rupertus assumiu o comando. Ele liderou a 1ª Divisão de Fuzileiros durante a Batalha de Cabo Gloucester e na Batalha de Peleliu.
Em novembro de 1944, Major General Rupertus assumiu o comando da Escola de Marines em Quantico, Virginia. Essa tarefa durou pouco tempo, pois Rupertus viria a falecer de ataque cardiaco em 25 de março de 1945. Ele foi enterrado no Cemitério Nacional de Arlington.
Em 1945, o destroyer USS Rupertus (DD-851) recebeu esse nome em sua honra.